# Beata Tyszkiewicz
Beata Maria Helena Tyszkiewicz (Wilanów, 14 de agosto de 1938) es una actriz polaca.

## Biografía
Estaba casada Andrzej Wajda. Actriz. Jurado Bailando con las estrellas (versión polaca: Taniec z Gwiazdami) [2003-2017]. 
En octubre de 2018 anunció el final de su carrera.

## Filmografía (selección)
- 1956: Zemsta.
- 1961: Samson. Dirección: Andrzej Wajda
- 1964: El manuscrito encontrado en Zaragoza (película). Dirección: Wojciech Jerzy Has
- 1965: Popioły. Dirección: Andrzej Wajda
- 1967: Pieśń triumfującej miłości. Dirección: Andrzej Żuławski
- 1968: Wszystko na sprzedaż. Dirección: Andrzej Wajda
- 1968: Lalka. Dirección: Wojciech Jerzy Has
- 1969: Dvoryánskoe gnezdó. Dirección: Andréi Konchalovski
- 1975: Noce i dnie.
- 1980: Kontrakt. Dirección: Krzysztof Zanussi
- 1981: Édith et Marcel. Dirección: Claude Lelouch
- 1983: Seksmisja. Dirección: Juliusz Machulski
- 1984: Vabank II, czyli riposta. Dirección: Juliusz Machulski
- 1987: Kingsajz. Dirección: Juliusz Machulski
- 1988: Bernadette. Dirección: Jean Delannoy
- 1991: V.I.P.. Dirección: Juliusz Machulski
- 1991: Ferdydurke. Dirección: Jerzy Skolimowski
- 1992: The Silent Touch. Dirección: Krzysztof Zanussi
- 1993: Un pequeño apocalipsis. Dirección: Costa-Gavras
- 2006: Plac Zbawiciela. Dirección: Krzysztof Krauze
- 2011: Listy do M..
- 2018: Studniówka.